# Engelbert Seibertz (Architekt)
Engelbert Seibertz (* 22. Februar 1856 in Brilon; † 17. Februar 1929 in Berlin; vollständiger Name: Franz Engelbert Josef Maria Seibertz) war ein deutscher Architekt des Historismus.

## Leben
Engelbert Seibertz war ein Enkel des Juristen und westfälischen Historikers Johann Suibert Seibertz sowie ein Neffe des gleichnamigen Malers Engelbert Seibertz.
Seibertz lebte und arbeitete in Berlin, er trat seit den 1880er Jahren als Architekt katholischer Kirchen in Erscheinung. Charakteristisch für viele seiner Bauten ist die Anlehnung an Formen der märkischen Backsteingotik. Zahlreiche seiner erhaltenen Bauten wurden in jüngerer Zeit unter Denkmalschutz gestellt (D). Zwischen 1903 und 1905 war er Stadtverordneter und Mitglied der Hochbaudeputation in der damals noch selbständigen Stadt Charlottenburg. Er wohnte in dem von ihm entworfenen Haus Uhlandstraße 171/172 in Charlottenburg. Bestattet wurde er auf dem Berliner St.-Matthias-Friedhof.

## Bauten und Entwürfe

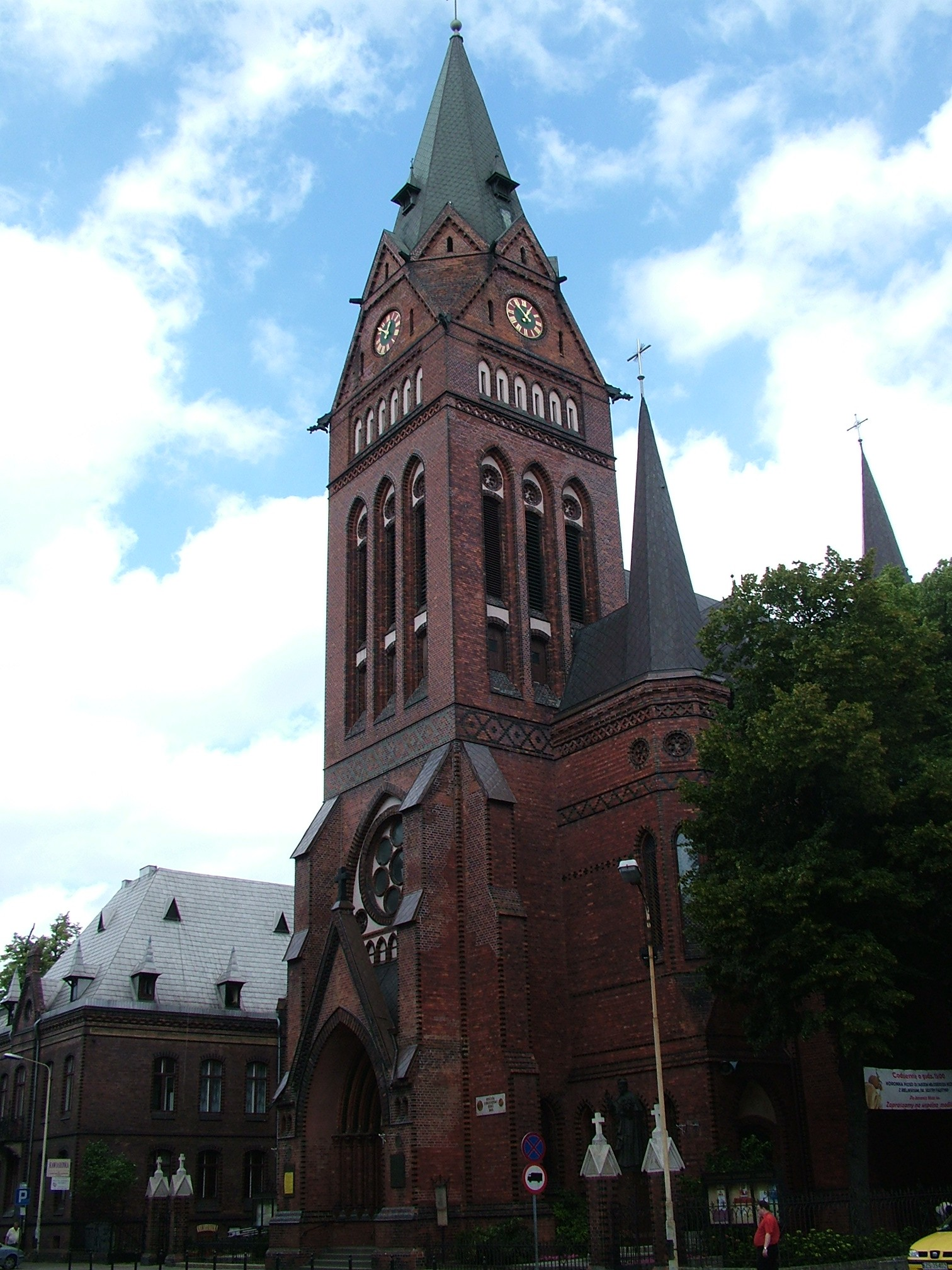
Kirche St. Johannes Baptist in Stettin

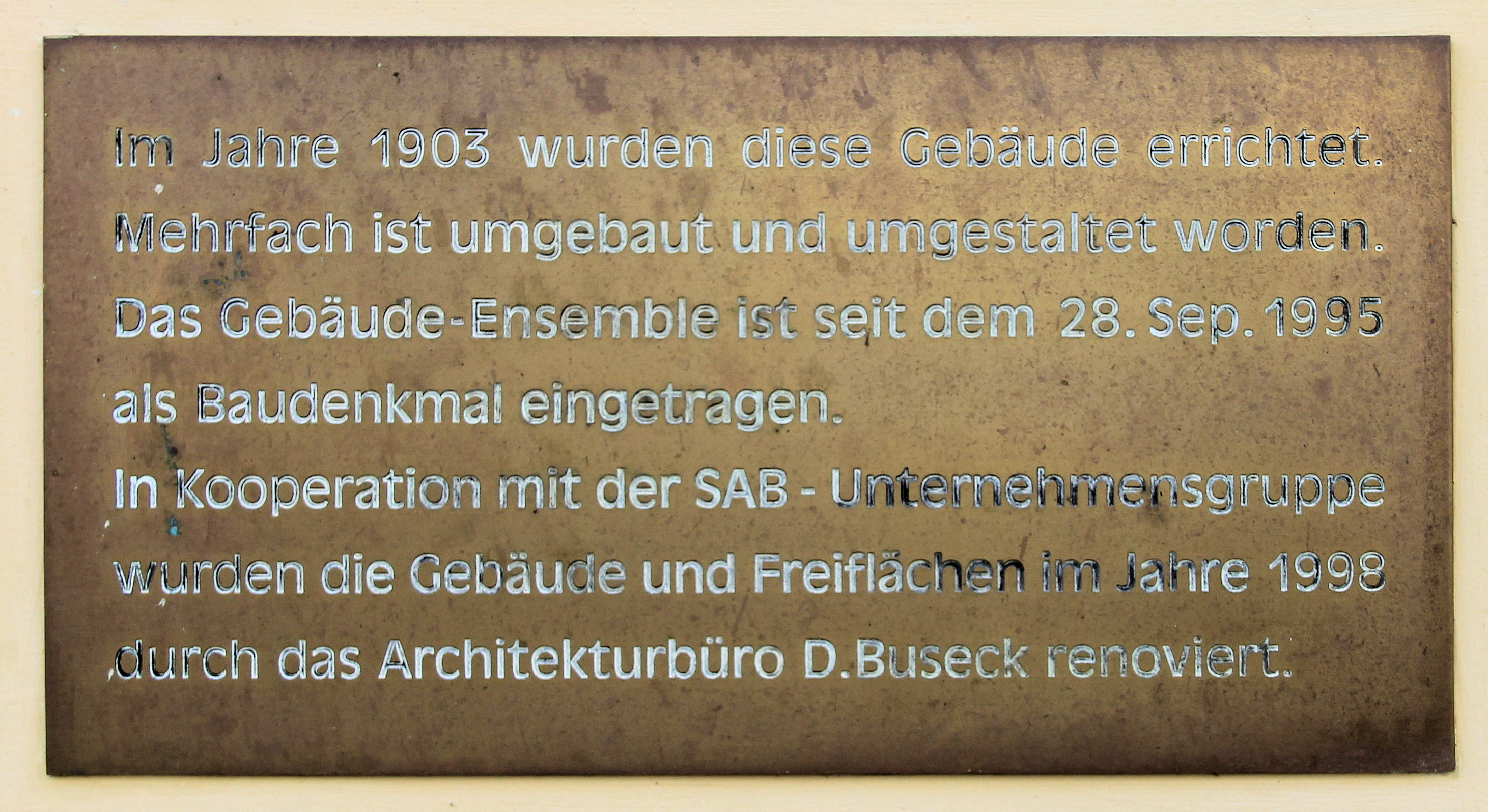
Gedenktafel am Haus Vorbergstraße 10a in Berlin-Schöneberg

- 1880–1890: Katholische Kirche St. Johannes Baptist (St. Johannes der Täufer, heute Kościół pw. sw. Jana Chrzciciela) in Stettin, Greifenstraße (neogotisch; 1922 zur Propsteikirche erhoben)
- 1892–1893: Katholische Kirche St. Georg in Rathenow (D)[1]Lage
- 1892–1893: Katholische Kloster- und Pfarrkirche St. Paulus in Berlin-Moabit, Oldenburger Straße / Waldenserstraße (D)[2]
Neben der neogotischen dreischiffigen Basilika mit markanter Backsteinfassade errichtete Seibertz zeitgleich auch das Konventswohnhaus für die Ordensbrüder. Da als Nachwirkung des Kulturkampfs im protestantischen Berlin dem Kloster kein hoher Kirchturm gestattet wurde, wirken die beiden Doppeltürme an der Nordfassade im Verhältnis zum Gesamtbau merkwürdig verkürzt.
- 1893–1896: Katholische Kirche St. Matthias in (Berlin-)Schöneberg, Winterfeldtplatz (D)[3]
Mit 50 Metern Länge und 25 Metern Breite ist die dreischiffige Basilika eine der größten Kirchen Berlins und zudem eine der wenigen freistehenden katholischen Platzkirchen in Berlin. Nach starken Beschädigungen im Zweiten Weltkrieg wurde sie vereinfacht wiederaufgebaut. Der einst weithin sichtbare, 93 m hohe Kirchturm mit Spitzhelm wurde dabei entscheidend verkürzt.
- 1893–1894: Katholische Kirche St. Mariä Himmelfahrt in Angermünde, Gartenstraße (D)[4]
Die Innenausstattung wurde 1953 fast vollständig erneuert.
- 1895: Katholisches Waisenhaus in (Berlin-)Wilmersdorf, Pfalzburger Straße 18 (D)[5]
Die Kirche wurde nach Kriegsschäden wiederaufgebaut und dient heute als Kinder- und Jugendhilfezentrum der Caritas.
- 1895–1896: Katholische Maria-Meeresstern-Kirche in Swinemünde
- 1895–1896: Katholische Kirche St. Francis de Sales für die deutsche Gemeinde in St. Louis, Missouri, USA
Wegen eines heftigen Tornados wurden die Bauarbeiten 1896 eingestellt. Die Kirche wurde erst 1908 nach einem modifizierten Entwurf von Victor S. Klutho eingeweiht, ihr Kirchturm ist bis heute der höchste der Stadt.
- 1897–1899: Katholische Heilig-Kreuz-Kirche in Frankfurt (Oder), Franz-Mehring-Straße (D)[6]
- 1897–1898: Mehrfamilienwohnhaus Kurfürstendamm 35 in (Berlin-)Charlottenburg (D)[7]
- 1898: Katholische Herz-Jesu-Kirche in (Berlin-)Tempelhof (zusammen mit Hermann Bunning; D)[8]
- 1898: Katholisches Pfarrhaus Franz-Mehring-Straße 4 in Frankfurt (Oder) (D)[9]
- 1899: Entwurf für einen Kaiser-Wilhelm-Turm beim Schloss Arnsberg mit Restaurant und Museum[10]
Die Bauausführung wurde durch den Ausbruch des Ersten Weltkriegs 1914 endgültig verhindert.
- 1899–1900: Mehrfamilienwohnhaus Uhlandstraße 171–174 in (Berlin-)Charlottenburg (D)[11]
Das fünfgeschossige Doppelhaus in neobarocken Formen hat zwei unterschiedliche Seitenrisalite.
- 1901: Katholische Kirche St. Salvator in Anklam
Mit diesem Bau löste sich Seibertz von der Bevorzugung des (neo-)gotischen Stils für Kirchenbauten und wählte stattdessen Formen der Neoromanik. Wegen der Gründungsschwierigkeiten auf morastigem Terrain wurde die Kirche mit einem Dachreiter statt eines Turms ausgeführt.
- 1903: Mehrfamilienwohnhaus-Gruppe Gleditschstraße 80 / Vorbergstraße 10–10a in (Berlin-)Schöneberg (D)[12]
- 1905: Katholische Kirche Heilige Familie in Rüdersdorf bei Berlin (D)[13]
- 1905–1906: Katholische Kirche St. Johannes Baptist in Fürstenwalde/Spree, mit Einfriedung, Gemeindehaus und Pfarrhaus (D)[14]
- 1913–1914: Katholische Kirche Heilige Familie in Hoyerswerda

## Schriften
- (mit Hugo Elsner): Die Gontard’schen Thürme und ihre Annexbauten auf dem Gensd’armen-Markt zu Berlin. Aufnahmen und Entwürfe. Berlin 1884.